# Giuseppe Zamboni

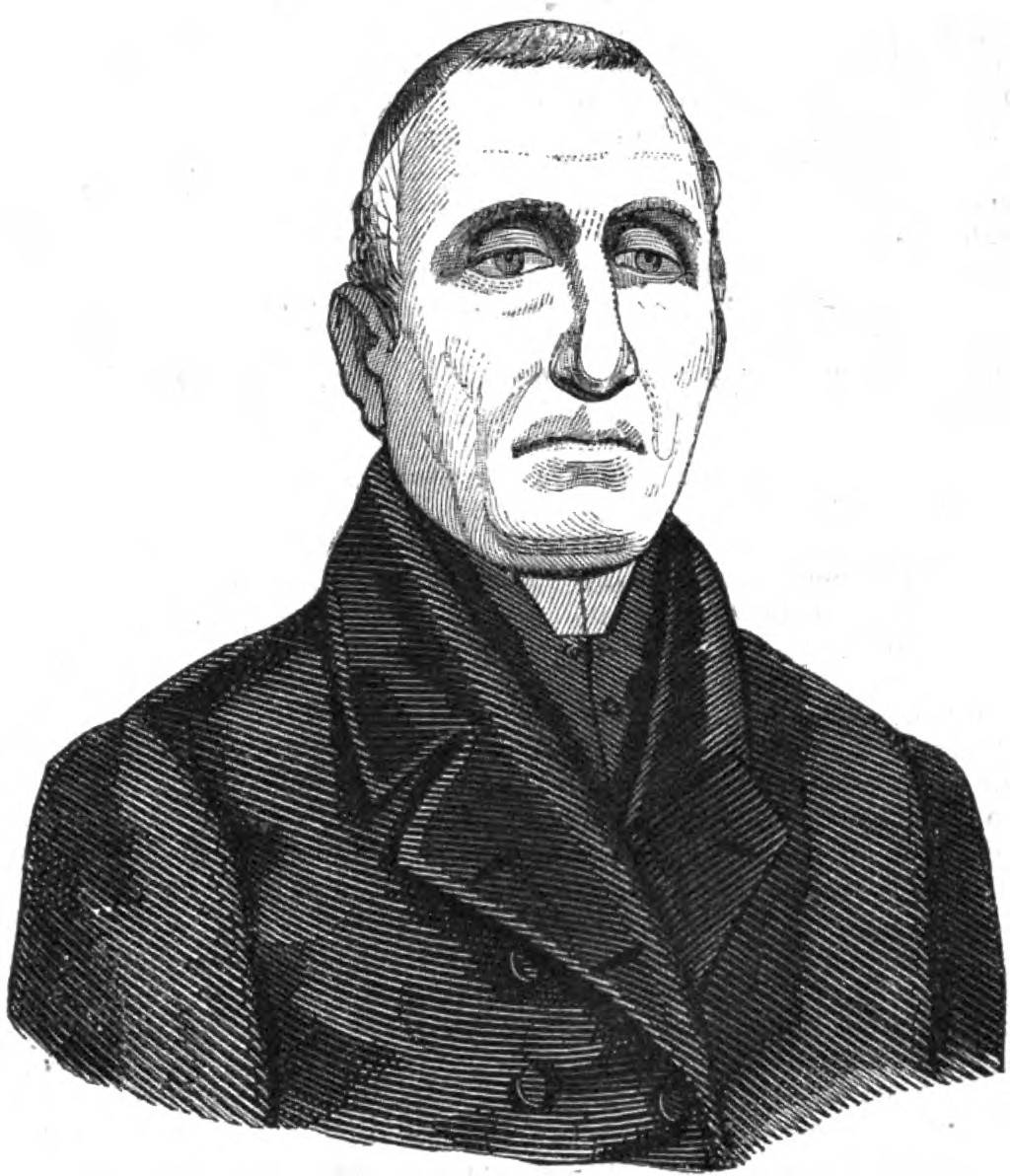
Giuseppe Zamboni

Giuseppe Zamboni (Venetië, juni 1776 – aldaar, 25 juli 1846) was een Italiaans Rooms-katholieke priester en natuurkundige. Hij is de uitvinder van de Zambonistapel, een vroege elektrische batterij vergelijkbaar met de zuil van Volta.

## Biografie
Zamboni werd geboren in noord-Italië (afhankelijk van de bron in Venetië of Verona). Kort na het voltooien van zijn opleiding in het klooster te Verona verkreeg abt Zamboni een functie als docent natuurkunde aan het lyceum van die stad.
Rond 1812 ontwierp Zamboni een verbeterde versie uit van een droge zuil (een batterij zonder gebruik te maken van een elektrolyt). Het bestond uit een aantal papieren schijven die aan een zijde voorzien is van een zinken folie en aan de andere zijde besmeerd met mangaan(IV)oxide. Het vocht in het papier diende hierbij als geleider.

Zamboni's elektrische slinger

Door een stapel (+/- 4000 stuks) van zulke schijven bijeen te drukken in een glazen buis kon hij een elektromotorische kracht (elektrische spanning) verkrijgen die groot genoeg was om elektrostatische verschijnselen na te bootsen, zoals het laten uitwijken van de bladjes van een gewone elektroscoop. Een andere toepassing van zijn primitieve batterij was het bewegen van de naar hem vernoemde Zambonipendel of elektrische slinger.
De beroemde Oxford Electric Bell, die sinds 1840 al onafgebroken rinkelt, in het Clarendon-laboratorium van de Universiteit van Oxford wordt vermoedelijk aangedreven door een paar Zambonistapels.
Zamboni werd in 1817 benoemd tot corresponderend lid van de Beierse Academie van Wetenschappen.
- Gemeinsame Normdatei: 116950919
- International Standard Name Identifier: 0000 0003 7785 1949
- Library of Congress Control Number: nb2012016808
- Istituto Centrale per il Catalogo Unico: RAVV107397
- Virtual International Authority File: 255308697
- WorldCat: E39PBJqvTBCHbVvmh9m4yf3bBP